# Course aux libertés
Une course aux libertés (japonais : semeai, 攻め合い ; coréen : soosangjeon, 수상전 ; chinois : duisha, 对杀) est une situation tactique du jeu de go apparaissant lorsque deux groupes s'affrontent dans une région fermée du goban, chacun essayant de capturer l'autre.
Dans le cas le plus fréquent, l'un des joueurs « gagne la course » en capturant le groupe adverse (dans les situations les plus simples, ce résultat se détermine à l'avance en comptant les libertés des groupes). D'autres résultats sont possibles, comme un seki ou une bataille de ko.

## Comptes de libertés
|  |  |  |  |  |  |  |  |  |
|  |  |  |  |  |  |  |  |  |
|  |  |  |  |  |  |  |  |  |
|  |  |  |  |  |  |  |  |  |
|  |  |  |  |  |  |  |  |  |
|  |  |  |  |  |  |  |  |  |
|  |  |  |  |  |  |  |  |  |
|  |  |  |  |  |  |  |  |  |
|  |  |  |  |  |  |  |  |  |

Libertés extérieures et libertés mutuelles.
La situation la plus simple peut se résumer en disant que le joueur ayant le plus de libertés gagne la course. Mais cette idée demande à être nuancée ; on commence par distinguer libertés extérieures et libertés mutuelles. Dans l'exemple de la figure de droite, le groupe noir a une liberté extérieure (en a), le groupe blanc a trois libertés extérieures (en b) et il y a deux libertés mutuelles c. On vérifie facilement que même si Noir commence (en comblant une des libertés b), il perd la course d'un temps. Avec une liberté extérieure b de moins, lorsque Noir commence, toutes les libertés extérieures disparaissent, et la position est un seki ; si Blanc commence, il gagne la course d'un temps.
Des formules généralisant cette analyse figurent dans de nombreux traités élémentaires ; ainsi, dans le cas d'un combat entre deux groupes sans yeux, si a est le nombre de libertés extérieures du groupe noir, b celui des libertés du groupe blanc, c le nombre de libertés mutuelles, et que {\displaystyle a\geq b}, le combat se termine en seki, même si Noir commence, si {\displaystyle c>a-b+1} ; de même, dans un combat entre deux groupes ayant un œil, le combat se termine en seki si {\displaystyle c>a-b} ; sinon, comme on pouvait s'y attendre naïvement, le groupe ayant le plus de libertés gagne la course et capture l'autre.
Enfin, entre un groupe ayant un œil et un groupe sans yeux, il n'y a pas de seki possible, et tout se passe comme si le groupe ayant un œil (mettons noir) avait {\displaystyle a+c} libertés (où a est le nombre de libertés extérieures +1 à cause de l'œil), tandis que l'autre n'en avait que {\displaystyle b}, et donc est très avantagé dans la course ; c'est ce que résume le proverbe japonais me ari - me nashi (un œil - pas d'œil).

## Complications du compte: libertés inaccessibles et grands yeux
|  |  |  |  |  |  |  |  |  |
|  |  |  |  |  |  |  |  |  |
|  |  |  |  |  |  |  |  |  |
|  |  |  |  |  |  |  |  |  |
|  |  |  |  |  |  |  |  |  |
|  |  |  |  |  |  |  |  |  |
|  |  |  |  |  |  |  |  |  |
|  |  |  |  |  |  |  |  |  |
|  |  |  |  |  |  |  |  |  |

Libertés inaccessibles.

Dans l'exemple de droite, la liberté de Noir en a est en fait inaccessible : Blanc doit d'abord connecter (deux fois) en d pour pouvoir y jouer. Tout se passe comme si Noir avait en réalité trois libertés extérieures ; même si Blanc commence, il ne peut obtenir mieux qu'un seki.
|  |  |  |  |  |  |  |  |  |
|  |  |  |  |  |  |  |  |  |
|  |  |  |  |  |  |  |  |  |
|  |  |  |  |  |  |  |  |  |
|  |  |  |  |  |  |  |  |  |
|  |  |  |  |  |  |  |  |  |
|  |  |  |  |  |  |  |  |  |
|  |  |  |  |  |  |  |  |  |
|  |  |  |  |  |  |  |  |  |

Un grand œil.
En cas d'œil, la liberté de l'œil (qui ne peut évidemment être occupée qu'en dernier) compte comme liberté extérieure ; si on a affaire à un « grand œil », de nouvelles libertés extérieures apparaissent, facilement comptées grâce à l'étrange proverbe « 3-5-8-12 », illustré sur la figure de gauche dans le cas d'un « œil de 5 » (japonais : gomoku nakade, 五目ナカデ) qui apporte 7 libertés extérieures (8-1, à cause de la pierre déjà jouée au point vital) ; Blanc perd la course (d'un temps) même s'il commence.

## Un exemple plus difficile
L'exemple suivant est caractéristique des combats apparaissant en partie réelle :  il n'est pas encore vraiment possible de compter les libertés, et des choix judicieux peuvent permettre de faire apparaître des libertés inaccessibles, gagnant une course qui semblait perdue. Un tesuji fréquent dans ce cas est le kosumi sur la première ligne, gagnant une liberté.
| | | | |
| Ce problème (correspondant à un niveau amateur assez fort) demande si Blanc peut sauver ses pierres après Noir 1. | Blanc 2 est la réponse correcte (un tesuji créant des libertés inaccessibles). Noir 3 approche et Blanc doit protéger en 4. Les deux groupes ont 4 libertés, et c'est à Noir de jouer ; pourtant, Blanc va gagner la course... | La situation s'est éclaircie. Les 5 pierres blanches ont gagné une liberté supplémentaire (sous la pierre 9) | Après les trois coups suivants, les pierres noires sont en atari. Jouer Noir 13 est une menace de ko, forçant la capture. |